# Evelyn Ashamallah
Evelyn Ashamallah, (in arabo إيفيلين عشم الله‎?, (1948), è una pittrice e artista egiziana.

## Biografia
Evelyn Ashamallah (in arabo: إيفيلين عشم الله) è una pittrice copta, nata a Dosouk,  un villaggio vicino ad Alessandria d'Egitto nel 1948. Si laurea alla facoltà di Belle Arti dell'Università di Alessandria nel 1973. Dal 2000 al 2002 è stata la direttrice del Museo Egiziano di Arte Contemporanea del Cairo .